# Turnera breviflora
Turnera breviflora är en passionsblomsväxtart som beskrevs av Carlos Alberto Ferreira de Moura. Turnera breviflora ingår i släktet Turnera och familjen passionsblomsväxter. Inga underarter finns listade i Catalogue of Life.